# Ивет Лалова-Колио
Ивет Лалова-Колио (Софија, 18. мај 1984) је бугарска атлетичарка, спринтерка, која се такмичи у дисциплинама 60, 100 и 200 метара. Остварила је десети најбољи резултат у историји трка на 100 метара, што је најбољи резултат који је остварила нека бела атлетичарка у овој дисциплини.

## Каријера
Иветини родитељи, Мирослав Лалов и Лилија Петрунова су били атлетичари који су се такмичили у спринтерским дисциплинама. Отац Мирослав је био првак Бугарске 1966. у дисциплини 200 метара. До десете године Ивет је тренирала пливање и гимнастику, да би потом прешла на атлетику. Била је првак Бугарске на 100 метара у конкуренцији кадета 2000. У истом старосном узрасту је на Европском првенству 2001. заузела четврто место у трци на 200 метара. На Европском јуниорском првенству 2003. у Тампереу освојила је златне медаље и на 100 и на 200 метара.
Лалова је 19. јуна 2004. у Пловдиву трку на 100 метара истрчала за 10.77 секунди, чиме је изједначила најбољи резултат Ирине Привалове, што је у том тренутку био шести најбољи резултат у историји. На Олимпијским играма 2004. је заузела четврто место у трци на 100 и пето место у трци на 200 метара. На Европском првенству у дворани 2005. у Мадриду освојила је златну медаљу у трци на 200 метара истрчавши ту деоницу за 22.91 секунду.
Приликом загревања за трку на 100 метара на атинском Супер гран прију 14. јуна 2005. поломила је десну бедрену кост приликом судара са другом атлетичарком. Олимпијски комитет Бугарске јој је јуна 2006. уручио признање за фер-плеј, због њеног држања након повреде када је одбила да прими одштету од организатора тог такмичења
Након повреде се поново вратила на стазу 29. маја 2007. победом у трци на 100 метара оствареној на Меморијалу Артур Такач у Београду. На Светском првенству 2007. у Осаки стигла је до четвртфинала на 100 метара. У својој четвртфиналној групи је трку завршила као пета са временом 11.33 што није било довољно за полуфинале
На Олимпијским играма 2008. Лалова је такмичење у трци на 100 метара завршила у полуфиналу. У својој групи кроз циљ је прошла као седма са временом 11.51, док је у трци на 200 метара елиминисана у четвртфиналу.
На Балканском првенству 2011. у Сливену је истрчала своје друго најбоље време у каријери на 100 метара са резултатом од 10.96 секунди. На Европском првенству 2012. у Хелсинкију Ивет је освојила златну медаљу у трци на 100 метара са резултатом од 11.28 секунди. На истом овом првенству је у трци на 200 метара елиминисана у полуфиналу. У полуфиналној трци је истрчала 23.26 што је био њен најбољи резултат сезоне, али ипак није успела да се пласира у финале.

## Значајнији резултати
| Год                 | Такмичење                     | Место               | Плас.               | Дисц.               | Рез.                | Бел.                |
| Представља Бугарску | Представља Бугарску           | Представља Бугарску | Представља Бугарску | Представља Бугарску | Представља Бугарску | Представља Бугарску |
| ------------------- | ----------------------------- | ------------------- | ------------------- | ------------------- | ------------------- | ------------------- |
| 2003                | Европско првенство за јуниоре | Тампере             |                     | 100 м               | 11,00               |                     |
| 2003                | Европско првенство за јуниоре | Тампере             |                     | 200 м               | 22,88               |                     |
| 2004                | Олимпијске игре               | Атина               | 4.                  | 100 м               | 11,00               |                     |
| 2004                | Олимпијске игре               | Атина               | 5.                  | 200 м               | 22,57               |                     |
| 2005                | Европско првенство у дворани  | Мадрид              |                     | 200 м               | 22,91               |                     |
| 2007                | Светско првенство             | Осака               | 27.                 | 100 м               | 11,47               |                     |
| 2008                | Олимпијске игре               | Пекинг              | 11.                 | 100 м               | 11,51               |                     |
| 2008                | Олимпијске игре               | Пекинг              | 18.                 | 200 м               | 23,15               |                     |
| 2009                | Светско првенство             | Берлин              | 27.                 | 100 м               | 11,54               |                     |
| 2009                | Светско првенство             | Берлин              | 31.                 | 200 м               | 23,60               | [ мртва веза ]      |
| 2010                | Европско првенство            | Барселона           | 18.                 | 100 м               | 11,58               |                     |
| 2011                | Балканско првенство           | Сливен              |                     | 100 м               | 10,96               |                     |
| 2011                | Балканско првенство           | Сливен              |                     | 4х100 м             | 44,49               |                     |
| 2011                | Светско првенство             | Тегу                | 7.                  | 100 м               | 11,27               |                     |
| 2012                | Европско првенство            | Хелсинки            |                     | 100 м               | 11,31               |                     |
| 2012                | Олимпијске игре               | Лондон              | 19.                 | 100 м               | 11,20               |                     |
| 2012                | Олимпијске игре               | Лондон              | 18.                 | 200 м               | 22,98               |                     |
| 2013                | Балканско првенство           | Стара Загора        |                     | 100 м               | 11,15               |                     |
| 2013                | Балканско првенство           | Стара Загора        |                     | 4х100 м             | 45,41               |                     |
| 2013                | Светско првенство             | Москва              | 9.                  | 100 м               | 11,10               |                     |
| 2013                | Светско првенство             | Москва              | 9.                  | 200 м               | 22,81               |                     |
| 2014                | Европско првенство            | Цирих               | 5.                  | 100 м               | 11,33               |                     |
| 2014                | Европско првенство            | Цирих               | 16.                 | 200 м               | 23,30               |                     |
| 2014                | Европско првенство            | Цирих               | 13.                 | 4х100 м             | 44,53               |                     |
| 2015                | Светско првенство             | Пекинг              | 14.                 | 100 м               | 11,13               |                     |
| 2015                | Светско првенство             | Пекинг              | 7.                  | 200 м               | 22,41               |                     |
| 2016                | Европско првенство            | Амстердам           |                     | 100 м               | 11,20               |                     |
| 2016                | Европско првенство            | Амстердам           |                     | 200 м               | 22,52               |                     |
| 2016                | Олимпијске игре               | Рио де Жанеиро      | 8.                  | 200 м               | 22,69               |                     |
| 2017                | Светско првенство             | Лондон              | 19.                 | 100 м               | 11,25               |                     |
| 2017                | Светско првенство             | Лондон              | 9.                  | 200 м               | 22,96               |                     |
| 2018                | Европско првенство            | Берлин              | 5.                  | 200 м               | 22,82               |                     |

## Лични рекорди

### На отвореном
| Дисциплина | Резултат | Датум            | Место   | Белешка |
| ---------- | -------- | ---------------- | ------- | ------- |
| 100 метара | 10,77 с  | 19. јун 2004.    | Пловдив | НР      |
| 200 метара | 22,32 с  | 27. август 2015. | Пекинг  |         |

### У дворани
| Дисциплина | Резултат | Датум             | Место    | Белешка |
| ---------- | -------- | ----------------- | -------- | ------- |
| 50 метара  | 6,23 с   | 14. фебруар 2012. | Лијевен  |         |
| 60 метара  | 7,12 с   | 3. март 2013.     | Гетеборг |         |
| 200 метара | 22.87 с  | 1. фебруар 2004.  | Софија   | НР      |